# Sh2-282
Sh2-282 è una nebulosa a emissione visibile nella costellazione dell'Unicorno.
Si osserva nella parte centro-settentrionale della costellazione, circa 3° a sud della Nebulosa Rosetta; può essere fotografata con qualche difficoltà attraverso un telescopio amatoriale di potenza elevata munito di appositi filtri e sono necessarie lunghe pose. Essendo a soli 1,5° di declinazione nord, può essere osservata da tutte le aree popolate della Terra con facilità; il periodo più propizio per la sua osservazione nel cielo serale va da dicembre ad aprile.
Si tratta di una regione H II estesa per circa 50 anni luce, al cui interno sono note diverse strutture cometarie, che indicano la presenza di fenomeni erosivi causati dal vento stellare delle stelle massicce di classe spettrale O e B più vicine, e in particolare di HD 47432, una gigante blu variabile pulsante visibile sul lato nordorientale della nebulosa; questa stella ha una magnitudine media pari a 6,21 e si trova alla distanza di 1250 parsec (4075 anni luce). La nube si trova nello stesso ambiente galattico dell'associazione Monoceros OB2, legato alla Nebulosa Rosetta e situato sul bordo interno del Braccio di Perseo, e di cui farebbe parte anche la stella HD 47432; al sistema nebuloso appartiene anche NGC 2282, una nebulosa a riflessione posta poco più ad est.